# Five (Film)
Five (englisch für „Fünf“) ist ein Episoden-Fernsehfilm aus dem Jahr 2011, bestehend aus fünf Kurzfilmen. Er handelt von den Auswirkungen der Diagnose Brustkrebs auf das Leben der Betroffenen. Die Figur der Dr. Pearl Jarent fungiert dabei als Verbindung zwischen den einzelnen Episoden, bei denen u. a. Jennifer Aniston, Alicia Keys und Demi Moore Regie führten. Die Premiere war am 10. Oktober 2011 auf dem Kabelsender Lifetime.

## Handlung
Dr. Pearl Jarent verliert als Kind ihre Mutter an Brustkrebs. 40 Jahre später übermittelt sie selber als Ärztin Frauen die Diagnose Brustkrebs. In verschiedenen Episoden wird die Geschichte von Jarent und der Frauen Mia Knowles, Cheyanne, Charlotte und Lili erzählt, wie die Erkrankung ihr Leben und ihre Beziehungen verändert.

## Episoden und ihre Besetzung
Segment Mia (Regie: Jennifer Aniston, Drehbuch: Wendy West)
- Patricia Clarkson: Mia Newells
- Tony Shalhoub: Mitch Taylor
- Kathy Najimy: Rocky
- Romy Rosemont: Lynne
- Andrea Bendewald: Kate

Segment Pearl (Regie: Jennifer Aniston, Drehbuch: Deirdre O’Connor)
- Jeanne Tripplehorn: Dr. Pearl Jarente
- Bob Newhart: Dr. Roth
- Alan Ruck: Sam Jarente
- Jeffrey Tambor: Danny Dinlear
- Scott Wilson: Old Bill

Segment Lili (Regie: Alicia Keys, Drehbuch: Jill Gordon)
- Rosario Dawson: Lili
- Jenifer Lewis: Maggie
- Tracee Ellis Ross: Alyssa

Segment Charlotte (Regie: Demi Moore, Drehbuch: Stephen Godchaux)
- Ginnifer Goodwin: Charlotte
- Ava Acres: junge Pearl
- Josh Holloway: Bill
- Carla Gallo: Laura
- Aisha Hinds: Bernice
- Jennifer Morrison: Sheila
- Austin Nichols: Edward
- Annie Potts: Helen, Charlottes Mutter

Segment Cheyanne (Regie: Penelope Spheeris, Drehbuch: Howard Morris)
- Lyndsy Fonseca: Cheyanne
- Taylor Kinney: Tommy

## Hintergrund
Der Film ist ein Projekt des amerikanischen Fernsehsenders Lifetime.

## Kritiken
„Trotz guter Absichten wirkt das Ergebnis […] farblos und konstruiert. Fazit: Wichtiger Versuch, der nur in Teilen bewegt.“